# Reliefspännen
Reliefspännen är en typ av stora fibulor, eller dräktspännen, vanliga under folkvandringstiden. Benämningen kommer sig av spännenas kraftigt profilerade gjutna dekor, i Sösdala eller Sjörupstil.

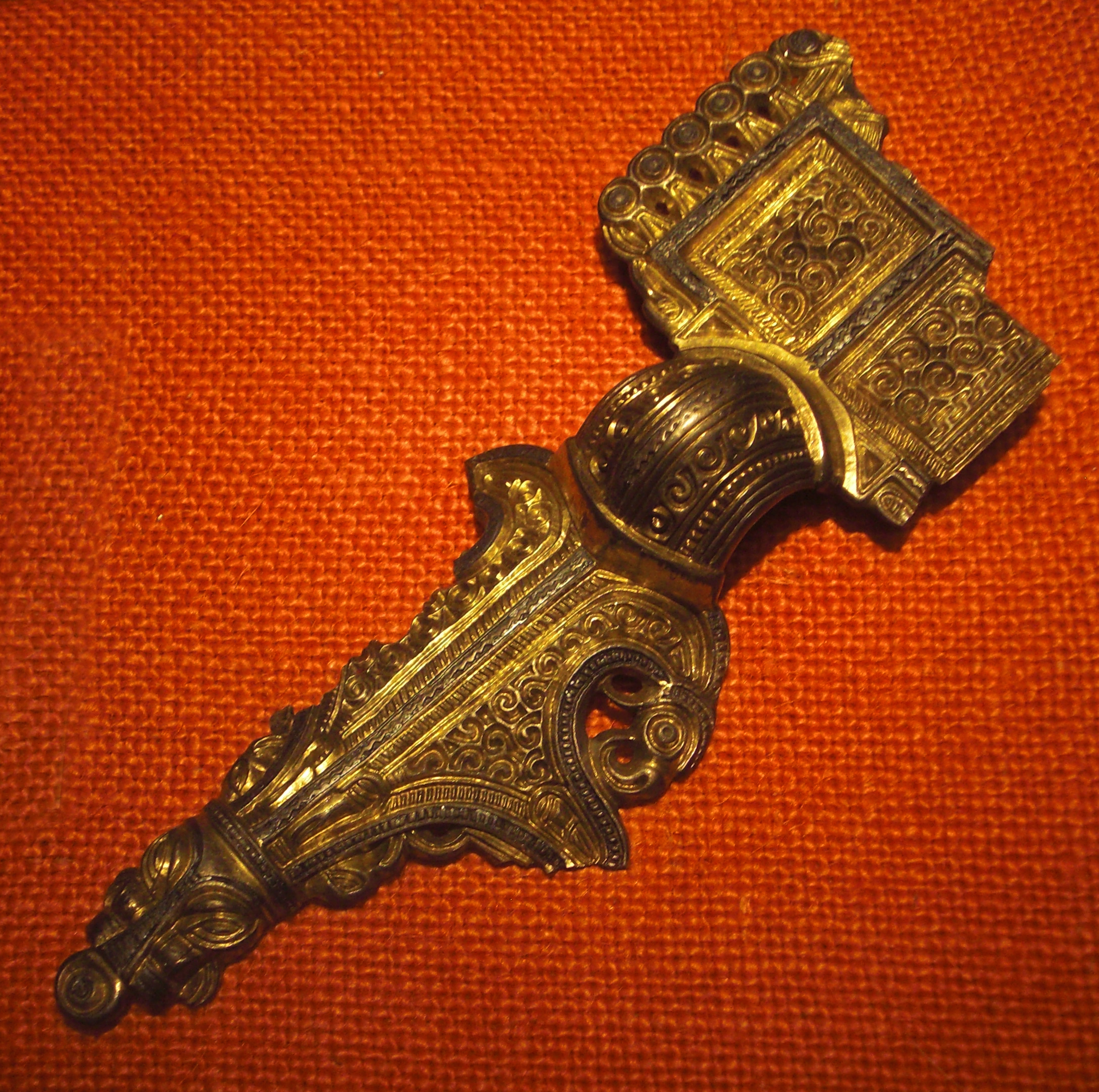
Reliefspänne från Trävattna i Västergötland.
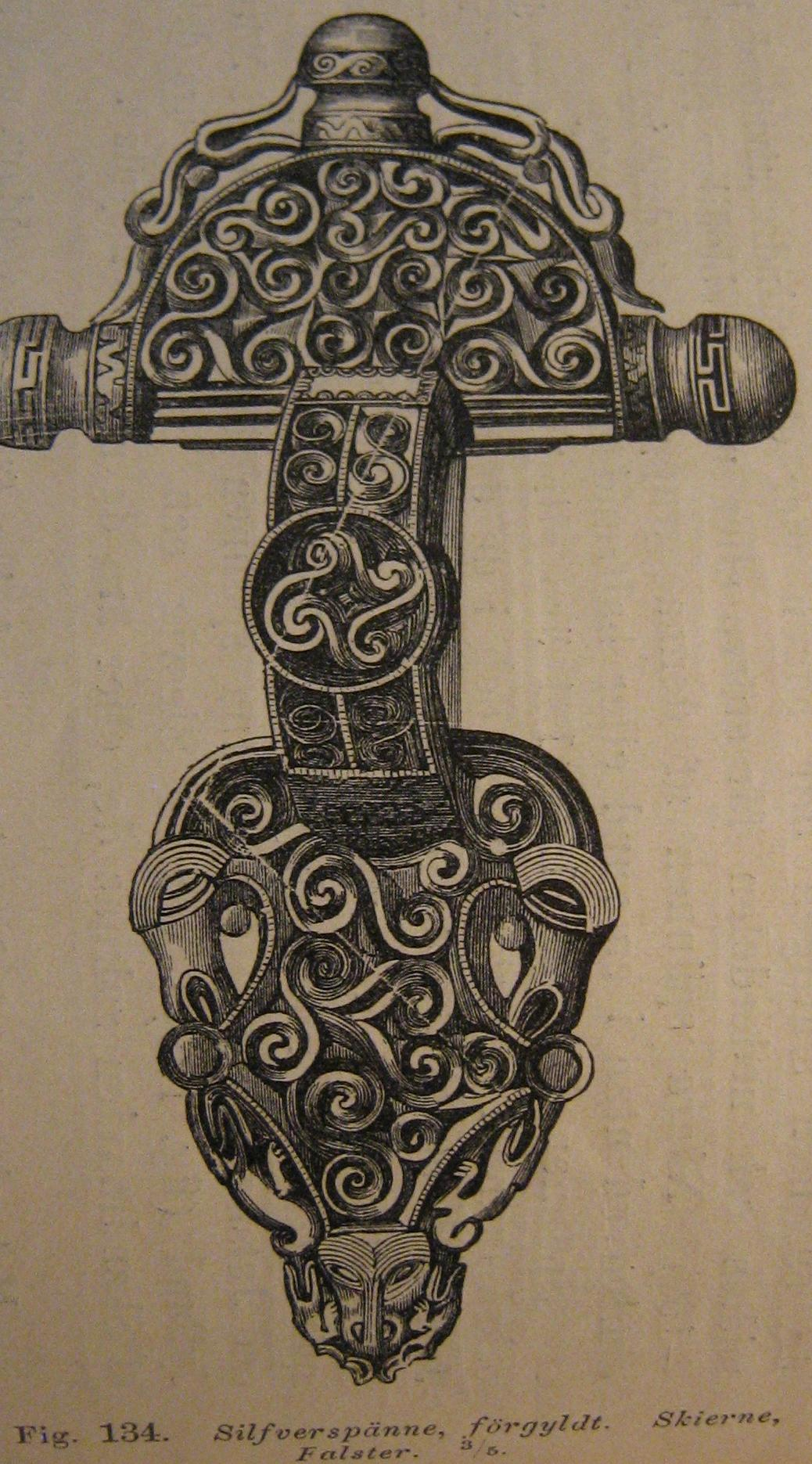
Reliefspänne av silver från Falster i Sjörupstil. Har släktdrag med korsformiga fibulor.
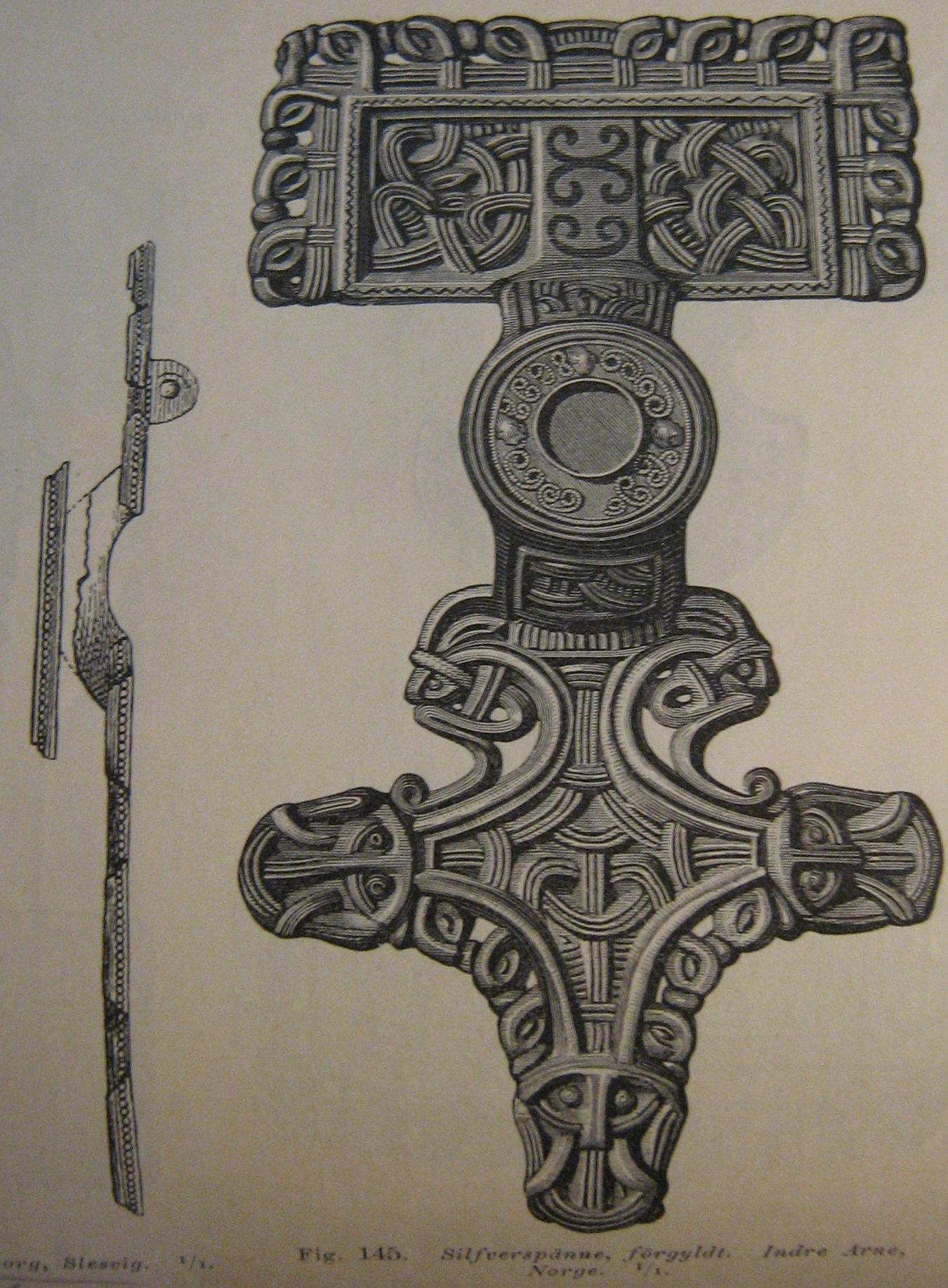
Reliefspänne av silver från Norge. Har likheter med ryggknappsspännen.